# Cyrtodesmus laticaudatus
Cyrtodesmus laticaudatus är en mångfotingart som beskrevs av Loomis 1972. Cyrtodesmus laticaudatus ingår i släktet Cyrtodesmus och familjen Cyrtodesmidae. Inga underarter finns listade i Catalogue of Life.